# غوردون وست
غوردون وست (بالإنجليزية: Gordon West)‏ (24 أبريل 1943 - 10 يونيو 2012)، لاعب كرة قدم إنجليزي، لعب مع منتخب إنجلترا لكرة القدم.

## روابط خارجية
- غوردون وست على موقع قاعدة بيانات كرة القدم.إي يو (الإنجليزية)
- غوردون وست على موقع ناشيونال فوتبول تيمز (الإنجليزية)